# Михајло Тодић
Михајло Тодић (Београд, 21. август 1969) је српски спортски новинар.
Школу је завршио у Београду и играо је фудбал у млађим категоријама ОФК Београда. Каријеру је завршио у 22. години. У новинарству је од октобра 1990. Почео као спољни сарадник "Спортског журнала", а касније ушао у професионалне воде.
Почео је извештавањем о најмлађим категоријама, да би затим хронолошким редом напредовао до извештавања са Првенства Европе за младе репрезентације 2004. у Немачкој и Првенства света 2006, такође у Немачкој. Извештавао са више утакмица Лиге шампиона, УЕФА купа и репрезентације.
Аутор је више књига са фудбалском тематиком: "Антологија Светског купа" (1998), "Континент фудбала" (2000), монографија ОФК Београда "90 година романтике" (2001), "Трећи век фудбала" (2002), монографија ФС Србије "100 година фудбала у Србији" (2006), „Летопис ФК Рибница, Мионица“ (2007), „Сто година романтике“ (2011), „Како је фудбал порастао?” (2016).